# Campionati del mondo di corsa campestre 1983
L'XI Campionato mondiale di corsa campestre si è svolto a Gateshead, in Inghilterra, il 20 marzo 1983 al Riverside Park. Vi hanno preso parte 432 atleti in rappresentanza di 35 nazioni. Il titolo maschile è stato vinto da Bekele Debele mentre quello femminile da Grete Waitz.

## Nazioni partecipanti
Qui sotto sono elencate le nazioni che hanno partecipato a questi campionati (tra parentesi il numero degli atleti per ciascuna nazione):
- Algeria (13)
- Australia (14)
- Belgio (18)
- Canada (20)
- Cina (6)
- Comore (1)
- Danimarca (8)
- Etiopia (15)
- Francia (21)
- Galles (21)
- Germania Ovest (7)
- Gibuti (3)

- Inghilterra (20)
- Irlanda (20)
- Irlanda del Nord (20)
- Israele (4)
- Italia (17)
- Kenya (9)
- Kuwait (5)
- Marocco (6)
- Norvegia (11)
- Nuova Zelanda (15)
- Paesi Bassi (14)
- Palestina (1)

- Portogallo (21)
- Romania (5)
- Scozia (21)
- Spagna (21)
- Stati Uniti (21)
- Svezia (15)
- Svizzera (8)
- Taipei cinese (2)
- Tunisia (11)
- Turchia (6)
- Unione Sovietica (11)

## Risultati

### Individuale (uomini seniores)
| Posizione | Atleta           | Nazionalità | Tempo  |
| --------- | ---------------- | ----------- | ------ |
| Oro       | Bekele Debele    | Etiopia     | 36'52" |
| Argento   | Carlos Lopes     | Portogallo  | 36'52" |
| Bronzo    | Some Muge        | Kenya       | 36'52" |
| 4         | Alberto Salazar  | Stati Uniti | 36'53" |
| 5         | Antonio Prieto   | Spagna      | 36'56" |
| 6         | Rob de Castella  | Australia   | 37'00" |
| 7         | David Clarke     | Inghilterra | 37'05" |
| 8         | Ezequiel Canario | Portogallo  | 37'10" |
| 9         | Pat Porter       | Stati Uniti | 37'12" |
| 10        | Alberto Cova     | Italia      | 37'17" |
| 11        | Nathaniel Muir   | Scozia      | 37'24" |
| 12        | Mehmet Yürdadön  | Turchia     | 37'24" |

### Squadre (uomini seniores)
| Pos.    | Atleta                                                                                         | Punti                |
| ------- | ---------------------------------------------------------------------------------------------- | -------------------- |
| Oro     | Etiopia Bekele Debele Eshetu Tura Wodajo Bulti Mohamed Kedir Adugna Lema Chala Urgessa         | 104 1 14 20 22 23 24 |
| Argento | Stati Uniti Alberto Salazar Pat Porter Thom Hunt Ed Eyestone Craig Virgin Mark Anderson        | 170 4 9 28 30 42 57  |
| Bronzo  | Kenya Some Muge Paul Kipkoech Joshua Kipkemboi James Kipngetich Jackson Ruto Herman Kipngetich | 191 3 16 31 32 37 72 |
| 4       | Australia                                                                                      | 193                  |
| 5       | Spagna                                                                                         | 206                  |
| 6       | Portogallo                                                                                     | 302                  |
| 7       | Italia                                                                                         | 306                  |
| 8       | Inghilterra                                                                                    | 318                  |

### Individuale (uomini under 20)
| Posizione | Atleta                | Nazionalità | Tempo  |
| --------- | --------------------- | ----------- | ------ |
| Oro       | Feyissa Abebe         | Etiopia     | 24'58" |
| Argento   | Angaso Telega         | Etiopia     | 24'59" |
| Bronzo    | Jonathan Richards     | Inghilterra | 25'07" |
| 4         | Gonfa Negere          | Etiopia     | 25'22" |
| 5         | José Manuel Albentosa | Spagna      | 25'35" |
| 6         | Teka Mekonnen         | Etiopia     | 25'40" |
| 7         | Cyrille Laventure     | Francia     | 25'51" |
| 8         | Marc Olesen           | Canada      | 25'53" |
| 9         | Asfaw Tadesse         | Etiopia     | 25'57" |
| 10        | Richard Carter        | Inghilterra | 26'06" |
| 11        | José Manuel García    | Spagna      | 26'10" |
| 12        | Antonio Pérez         | Spagna      | 26'15" |

### Squadre (uomini under 20)
| Posizione | Nazione e atleti                                                             | Punti         |
| --------- | ---------------------------------------------------------------------------- | ------------- |
| Oro       | Etiopia Feyissa Abebe Angaso Telega Gonfa Negere Teka Mekonnen               | 13 1 2 4 6    |
| Argento   | Spagna José Manuel Albentosa José Manuel García Antonio Pérez José Zabaleta  | 41 5 11 12 13 |
| Bronzo    | Inghilterra Jonathan Richards Richard Carter Clifton Bradeley Phil Makepeace | 58 3 10 20 25 |
| 4         | Canada                                                                       | 107           |
| 5         | Tunisia                                                                      | 139           |
| 6         | Stati Uniti                                                                  | 145           |
| 7         | Portogallo                                                                   | 151           |
| 8         | Italia                                                                       | 166           |

### Individuale (donne seniores)
| Posizione | Atleta              | Nazionalità      | Tempo  |
| --------- | ------------------- | ---------------- | ------ |
| Oro       | Grete Waitz         | Norvegia         | 13'29" |
| Argento   | Alison Wiley        | Canada           | 13'37" |
| Bronzo    | Tatyana Pozdnyakova | Unione Sovietica | 13'37" |
| 4         | Joan Benoit         | Stati Uniti      | 13'57" |
| 5         | Betty Springs       | Stati Uniti      | 14'00" |
| 6         | Svetlana Ulmasova   | Unione Sovietica | 14'01" |
| 7         | Francine Peeters    | Belgio           | 14'03" |
| 8         | Fiţa Lovin          | Romania          | 14'04" |
| 9         | Margaret Groos      | Stati Uniti      | 14'04" |
| 10        | Aurora Cunha        | Portogallo       | 14'06" |
| 11        | Alla Yushina        | Unione Sovietica | 14'08" |
| 12        | Nancy Rooks         | Canada           | 14'09" |

### Squadre (donne seniores)
| Posizione | Nazione e atleti                                                                    | Punti         |
| --------- | ----------------------------------------------------------------------------------- | ------------- |
| Oro       | Stati Uniti Joan Benoit Betty Springs Margaret Groos Jan Merrill                    | 31 4 5 9 13   |
| Argento   | Unione Sovietica Tatyana Pozdnyakova Svetlana Ulmasova Alla Yushina Yelena Sipatova | 41 3 6 11 21  |
| Bronzo    | Canada Alison Wiley Nancy Rooks Anna-Maria Malone Lynn Kanuka                       | 53 2 12 16 23 |
| 4         | Inghilterra                                                                         | 94            |
| 5         | Romania                                                                             | 98            |
| 6         | Nuova Zelanda                                                                       | 122           |
| 7         | Portogallo                                                                          | 122           |
| 8         | Norvegia                                                                            | 149           |

## Medagliere
Legenda
     Paese ospitante
| Posizione | Paese            | Oro | Argento | Bronzo | Totale |
| --------- | ---------------- | --- | ------- | ------ | ------ |
| 1         | Etiopia          | 4   | 1       | 0      | 5      |
| 2         | Stati Uniti      | 1   | 1       | 0      | 2      |
| 3         | Norvegia         | 1   | 0       | 0      | 1      |
| 4         | Canada           | 0   | 1       | 1      | 2      |
| 4         | Unione Sovietica | 0   | 1       | 1      | 2      |
| 6         | Portogallo       | 0   | 1       | 0      | 1      |
| 6         | Spagna           | 0   | 1       | 0      | 1      |
| 8         | Inghilterra      | 0   | 0       | 2      | 2      |
| 8         | Kenya            | 0   | 0       | 2      | 2      |
| Totale    | Totale           | 6   | 6       | 6      | 18     |